# Liste der olympischen Medaillengewinner aus Kanada/E–K
Zurück zur Liste der olympischen Medaillengewinner aus Kanada
- Medaillengewinner A bis D
- Medaillengewinner L bis Q
- Medaillengewinner R bis Z

## Medaillengewinner

### E
- William Eastcott – Schießen (0-0-1)
London 1908: Bronze, Armeegewehr Mannschaft, Männer
- Earl Eastwood – Rudern (0-0-1)
Los Angeles 1932: Bronze, Achter, Männer
- Samuel Edney – Rodeln (0-1-0)
Pyeongchang 2018: Silber, Teamstaffel
- Phil Edwards – Leichtathletik (0-0-5)
Amsterdam 1928: Bronze, 4 × 400-m-Staffel, Männer
Los Angeles 1932: Bronze, 800 m, Männer
Los Angeles 1932: Bronze, 1500 m, Männer
Los Angeles 1932: Bronze, 4 × 400-m-Staffel, Männer
Berlin 1936: Bronze, 800 m, Männer
- Lloyd Eisler – Eiskunstlauf (0-0-2)
Albertville 1992: Bronze, Paarlauf
Lillehammer 1994: Bronze, Paarlauf
- John Ekels – Segeln (0-0-1)
München 1972: Bronze, Soling
- James Elder – Reiten (1-0-1)
Stockholm 1956: Bronze, Vielseitigkeit Mannschaft
Mexiko-Stadt 1968: Gold, Springreiten Mannschaft
- Steven Elm – Eisschnelllauf (0-1-0)
Turin 2006: Silber, Teamverfolgung, Männer
- John Emery – Bob (1-0-0)
Innsbruck 1964: Gold, Viererbob, Männer
- Victor Emery – Bob (1-0-0)
Innsbruck 1964: Gold, Viererbob, Männer
- Anouk English – Shorttrack (0-1-1)
Turin 2006: Silber, 3000 m Staffel, Frauen
Turin 2006: Bronze, 500 m, Frauen
- Adam Enright – Curling (1-0-0)
Vancouver 2010: Gold, Männer
- Emma Entzminger – Softball (0-0-1)
Tokio 2020: Bronze, Frauen
- Robert Esmie – Leichtathletik (1-0-0)
Atlanta 1996: Gold, 4 × 100-m-Staffel, Männer
- Fred Etcher – Eishockey (0-1-0)
Squaw Valley 1960: Silber, Männer
- Clay Evans – Schwimmen (0-1-0)
Montreal 1976: Silber, 4 × 100-m-Lagenstaffel, Männer
- Mark Evans – Rudern (1-0-0)
Los Angeles 1984: Gold, Achter, Männer
- Michael Evans – Rudern (1-0-0)
Los Angeles 1984: Gold, Achter, Männer
- Walter Ewing – Schießen (1-1-0)
London 1908: Gold, Wurfscheibenschießen, Männer
London 1908: Silber, Wurfscheibenschießen Mannschaft, Männer

### F
- Bianca Farella – Rugby (0-0-1)
Rio de Janeiro 2016: Bronze, Siebener-Rugby, Frauen
- Kenneth Farmer – Eishockey (0-1-0)
Garmisch-Partenkirchen 1936: Silber, Männer
- Hugh Farquharson – Eishockey (0-1-0)
Garmisch-Partenkirchen 1936: Silber, Männer
- Renata Fast – Eishockey (1-1-0)
Pyeongchang 2018: Silber, Frauen
Peking 2022: Gold, Frauen
- Gillian Ferrari – Eishockey (1-0-0)
Turin 2006: Gold, Frauen
- Frank Fiddes – Rudern (0-0-1)
Amsterdam 1928: Bronze, Achter, Männer
- Sarah Fillier – Eishockey (1-0-0)
Peking 2022: Gold, Frauen
- Roseline Filion – Schwimmen (0-0-2)
London 2012: Bronze, Synchronspringen 10 m, Frauen
Rio de Janeiro 2016: Bronze, Synchronspringen 10 m, Frauen
- Caileigh Filmer – Rudern (0-1-1)
Tokio 2020: Bronze, Zweier ohne Steuerfrau, Frauen
Paris 2024: Silber, Achter, Frauen
- Colin Finlayson – Rudern (0-1-0)
Paris 1924: Silber, Vierer ohne Steuermann, Männer
- Erik Fish – Schwimmen (0-0-1)
München 1972: Bronze, 4 × 100-m-Lagenstaffel, Männer
- Frank Fisher – Eishockey (1-0-0)
St. Moritz 1928: Gold, Männer
- Hugh Fisher – Kanu (1-0-1)
Los Angeles 1984: Gold, Zweier-Kajak 1000 m, Männer
Los Angeles 1984: Bronze, Zweier-Kajak 500 m, Männer
- Mildred Fizzell – Leichtathletik (0-1-0)
Los Angeles 1932: Silber, 4 × 100-m-Staffel, Frauen
- Flat Iron – Lacrosse (0-0-1)
St. Louis 1904: Bronze, Männer
- Caleb Flaxey – Curling (1-0-0)
Sotschi 2014: Gold, Männer
- Jessie Fleming – Fußball (1-0-1)
Rio de Janeiro 2016: Bronze, Frauen
Tokio 2020: Gold, Frauen
- Mylie Fletcher – Schießen (0-1-0)
London 1908: Silber, Wurfscheibenschießen Mannschaft, Männer
- Jack Flett – Lacrosse (1-0-0)
St. Louis 1904: Gold, Männer
- Marc-André Fleury – Eishockey (1-0-0)
Vancouver 2010: Gold, Männer
- Theoren Fleury – Eishockey (1-0-0)
Salt Lake City 2002: Gold, Männer
- Hans Fogh – Segeln (0-0-1)
Los Angeles 1984: Bronze, Soling, Männer
- Miha Fontaine – Freestyle-Skiing (0-0-1)
Pyeongchang 2022: Bronze, Aerials, Mixed
- Karen Fonteyne – Synchronschwimmen (0-1-0)
Atlanta 1996: Silber, Gruppe
- Adam Foote – Eishockey (1-0-0)
Salt Lake City 2002: Gold, Männer
- Bruce Ford – Rudern (0-0-1)
Los Angeles 1984: Bronze, Doppelvierer, Männer
- Michael Forgeron – Rudern (1-0-0)
Barcelona 1992: Gold, Achter, Männer
- Robert Forhan – Eishockey (0-1-0)
Squaw Valley 1960: Silber, Männer
- Laura Fortino – Eishockey (1-1-0)
Sotschi 2014: Gold, Frauen
Pyeongchang 2018: Silber, Frauen
- Diane Foster – Leichtathletik (0-0-1)
London 1948: Bronze, 4 × 100-m-Staffel, Frauen
- Scott Frandsen – Rudern (0-1-0)
Peking 2008: Silber, Zweier ohne Steuermann, Männer
- Larissa Franklin – Softball (0-0-1)
Tokio 2020: Bronze, Frauen
- John Fraser – Fußball (1-0-0)
St. Louis 1904: Gold, Männer
- Sylvie Fréchette – Synchronschwimmen (1-1-0)
Barcelona 1992: Gold, Einzel
Atlanta 1996: Silber, Gruppe
- Frank Fredrickson – Eishockey (1-0-0)
Antwerpen 1920: Gold, Männer
- Chris Fridfinnson – Eishockey (1-0-0)
Antwerpen 1920: Gold, Männer
- Mary Frizzell – Leichtathletik (0-1-0)
Los Angeles 1932: Silber, 4 × 100-m-Staffel, Frauen
- Harry Fry – Rudern (0-0-1)
Los Angeles 1932: Bronze, Achter, Männer
- Ryan Fry – Curling (1-0-0)
Sotschi 2014: Gold, Männer
- Lori Fung – Rhythmische Sportgymnastik (1-0-0)
Los Angeles 1984: Gold, Einzel, Frauen

### G
- Simon Gagné – Eishockey (1-0-0)
Salt Lake City 2002: Gold, Männer
- Marc Gagnon – Shorttrack (3-0-2)
Lillehammer 1994: Bronze, 1000 m, Männer
Nagano 1998: Gold, 5000 m Staffel, Männer
Salt Lake City 2002: Gold, 500 m, Männer
Salt Lake City 2002: Gold, 5000 m Staffel, Männer
Salt Lake City 2002: Bronze, 1500 m, Männer
- Sylvain Gagnon – Shorttrack (0-1-0)
Albertville 1992: Silber, 5000 m Staffel, Männer
- Brett Gallant – Curling (0-0-1)
Peking 2022: Bronze, Männer
- Becher Gale – Rudern (0-0-2)
London 1908: Bronze, Vierer ohne Steuermann, Männer
London 1908: Bronze, Achter, Männer
- Nancy Garapick – Schwimmen (0-1-1)
Montreal 1976: Silber, 100 m Rücken, Frauen
Montreal 1976: Bronze, 200 m Rücken, Frauen
- Catherine Garceau – Synchronschwimmen (0-0-1)
Sydney 2000: Bronze, Gruppe
- George Garbutt – Eishockey (1-0-0)
Lake Placid 1932: Gold, Männer
- France Gareau – Leichtathletik (0-1-0)
Los Angeles 1984: Silber, 4 × 100-m-Staffel, Frauen
- Don Gauf – Eishockey (1-0-0)
Oslo 1952: Gold, Männer
- Thomas Gayford – Reiten (1-0-0)
Mexiko-Stadt 1968: Gold, Springreiten Mannschaft
- George Genereux – Tontaubenschießen (1-0-0)
Helsinki 1952: Gold, Tontaubenschießen, Männer
- Lauriane Genest – Radsport (0-0-1)
Tokio 2020: Bronze, Keirin, Frauen
- Phylicia George – Bobsport (0-0-1)
Pyeongchang 2018: Bronze, Zweierbob, Frauen
- Marcel Gery – Schwimmen (0-0-1)
Barcelona 1992: Bronze, 4 × 100-m-Lagenstaffel, Männer
- Ryan Getzlaf – Eishockey (2-0-0)
Vancouver 2010: Gold, Männer
Sotschi 2014: Gold, Männer
- Cheryl Gibson – Schwimmen (0-1-0)
Montreal 1976: Silber, 400 m Lagen, Frauen
- Duff Gibson – Skeleton (1-0-0)
Turin 2006: Gold, Männer
- Robert Gibson – Rudern (0-1-0)
London 2012: Silber, Achter Männer
- William Gibson – Eishockey (1-0-0)
Oslo 1952: Gold, Männer
- Glenroy Gilbert – Leichtathletik (1-0-0)
Atlanta 1996: Gold, 4 × 100-m-Staffel, Männer
- Jennifer Gilbert – Softball (0-0-1)
Tokio 2020: Bronze, Frauen
- Curt Giles – Eishockey (0-1-0)
Albertville 1992: Silber, Männer
- Steve Giles – Kanu (0-0-1)
Sydney 2000: Bronze, Einer-Canadier 1000 m, Männer
- Nicolas Gill – Judo (0-1-1)
Barcelona 1992: Bronze, Mittelgewicht, Männer
Sydney 2000: Silber, Halbschwergewicht, Männer
- Vanessa Gilles – Fußball (1-0-0)
Tokio 2020: Gold, Frauen
- Duncan Gillis – Leichtathletik (0-1-0)
Stockholm 1912: Silber, Hammerwurf, Männer
- Christine Girard – Gewichtheben (1-0-1)
Peking 2008: Bronze, bis 63 kg, Frauen
London 2012: Gold, bis 63 kg, Frauen
- Samuel Girard – Shorttrack (1-0-1)
Pyeongchang 2018: Gold, 1000 m, Männer
Pyeongchang 2018: Bronze, 5000 m Staffel, Männer
- Mathieu Giroux – Eisschnelllauf (1-0-0)
Vancouver 2010: Gold, Teamverfolgung, Männer
- Christine Girard – Radsport (0-0-1)
London 2012: Bronze, Mannschaftsverfolgung, Frauen
- Kenneth Glass – Segeln (0-0-1)
Los Angeles 1932: Bronze, 6-Meter-Klasse
- Brian Glennie – Eishockey (0-0-1)
Grenoble 1968: Bronze, Männer
- Stanley Glover – Leichtathletik (0-0-1)
Amsterdam 1928: Bronze, 4 × 400-m-Staffel, Männer
- Magnus Goodman – Eishockey (1-0-0)
Antwerpen 1920: Gold, Männer
- Peter Gordon – Segeln (0-1-0)
Los Angeles 1932: Silber, 8-Meter-Klasse, Männer
- Tommy Gorman – Lacrosse (1-0-0)
London 1908: Gold, Männer
- Donald Goss – Schwimmen (0-2-0)
Los Angeles 1984: Silber, 4 × 100-m-Lagenstaffel, Männer
Seoul 1988: Silber, 4 × 100-m-Lagenstaffel, Männer
- Kennedy Goss – Schwimmen (0-0-1)
Rio de Janeiro 2016: Bronze, 4 × 200 m Freistil, Frauen
- Alex Gough – Rodeln (0-1-1)
Pyeongchang 2018: Silber, Teamstaffel
Pyeongchang 2018: Bronze, Frauen
- George Goulding – Leichtathletik (1-0-0)
Stockholm 1912: Gold, 10.000 m Gehen, Männer
- Amélie Goulet-Nadon – Shorttrack (0-0-1)
Salt Lake City 2002: Bronze, 3000 m Staffel, Frauen
- John Gourlay – Fußball (1-0-0)
St. Louis 1904: Gold, Männer
- Danielle Goyette – Eishockey (2-1-0)
Nagano 1998: Silber, Frauen
Salt Lake City 2002: Gold, Frauen
Turin 2006: Gold, Frauen
- Clifford Graham – Boxen (0-1-0)
Antwerpen 1920: Silber, Bantamgewicht, Männer
- Susanne Grainger – Rudern (1-0-0)
Tokio 2020: Gold, Achter, Frauen
- Gerald Gratton – Gewichtheben (0-1-0)
Helsinki 1952: Silber, Mittelgewicht, Männer
- Jean Gravelle – Eishockey (1-0-0)
St. Moritz 1948: Gold, Männer
- Nancy Greene – Ski Alpin (1-1-0)
Grenoble 1968: Gold, Riesenslalom, Frauen
Grenoble 1968: Silber, Slalom, Frauen
- Jessica Gregg – Shorttrack (0-1-0)
Vancouver 2010: Silber, 3000 m Staffel, Frauen
- Sara Groenewegen – Softball (0-0-1)
Tokio 2020: Bronze, Frauen
- Éliot Grondin – Snowboard (0-1-1)
Peking 2022: Silber, Snowboardcross, Männer
Pyeongchang 2022: Bronze, Snowboardcross Team, Mixed
- Julia Grosso – Fußball (1-0-0)
Tokio 2020: Gold, Frauen
- Kristina Groves – Eisschnelllauf (0-3-1)
Turin 2006: Silber, 1500 m, Frauen
Turin 2006: Silber, Teamverfolgung, Frauen
Vancouver 2010: Silber, 1500 m, Frauen
Vancouver 2010: Bronze, 3000 m, Frauen
- Kasia Gruchalla-Wesierski – Rudern (1-1-0)
Tokio 2020: Gold, Achter, Frauen
Paris 2024: Silber, Achter, Frauen
- Lucie Guay – Kanu (0-0-1)
Los Angeles 1984: Bronze, Vierer-Kajak 500 m, Frauen
- Marcia Gudereit – Curling (1-0-0)
Nagano 1998: Gold, Frauen
- John Guest – Rudern (0-0-1)
Amsterdam 1928: Bronze, Doppelzweier, Männer
- Jonathan Guilmette – Shorttrack (1-2-0)
Salt Lake City 2002: Gold, 5000 m Staffel, Männer
Salt Lake City 2002: Silber, 500 m, Männer
Turin 2006: Silber, 5000 m Staffel, Männer
- Krista Guloien – Rudern (0-1-0)
London 2012: Silber, Achter Männer
- Donna Gurr – Schwimmen (0-0-1)
München 1972: Bronze, 200 m Rücken, Frauen
- Brad Gushue – Curling (1-0-1)
Turin 2006: Gold, Männer
Peking 2022: Bronze, Männer
- Patrick Guzzo – Eishockey (1-0-0)
St. Moritz 1948: Gold, Männer
- Horace Gwynne – Boxen (1-0-0)
Los Angeles 1932: Gold, Bantamgewicht, Männer
- George Gyles – Segeln (0-1-0)
Los Angeles 1932: Silber, 8-Meter-Klasse, Männer

### H
- James Haggarty – Eishockey (0-1-0)
Garmisch-Partenkirchen 1936: Silber, Männer
- Wally Halder – Eishockey (1-0-0)
St. Moritz 1948: Gold, Männer
- Haldor Halderson – Eishockey (1-0-0)
Antwerpen 1920: Gold, Männer
- Half Moon – Lacrosse (0-0-1)
St. Louis 1904: Bronze, Männer
- William Halpenny – Leichtathletik (0-0-1)
Stockholm 1912: Bronze, Stabhochsprung, Männer
- Alexander Hall – Fußball (1-0-0)
St. Louis 1904: Gold, Männer
- Thomas Hall – Kanu (0-0-1)
Peking 2008: Bronze, Einer-Canadier 1000 m, Männer
- Sharon Hambrook – Synchronschwimmen (0-1-0)
Los Angeles 1984: Silber, Duett
- Charles Hamelin – Shorttrack (4-1-1)
Turin 2006: Silber, 5000 m Staffel, Männer
Vancouver 2010: Gold, 500 m, Männer
Vancouver 2010: Gold, 5000 m Staffel, Männer
Sotschi 2014: Gold, 1500 m, Männer
Pyeongchang 2018: Bronze, 5000 m Staffel, Männer
Peking 2022: Gold, 5000 m Staffel, Männer
- François Hamelin – Shorttrack (1-0-0)
Vancouver 2010: Gold, 5000 m Staffel, Männer
- Dan Hamhuis – Eishockey (1-0-0)
Sotschi 2014: Gold, Männer
- Doug Hamilton – Rudern (0-0-1)
Los Angeles 1984: Bronze, Doppelvierer, Männer
- Ernest Hamilton – Lacrosse (1-0-0)
London 1908: Gold, Männer
- Kyle Hamilton – Rudern (1-0-0)
Peking 2008: Gold, Achter, Männer
- John Hand – Rudern (0-0-1)
Amsterdam 1928: Bronze, Achter, Männer
- Dave Hannan – Eishockey (0-1-0)
Albertville 1992: Silber, Männer
- Ralph Hansch – Eishockey (1-0-0)
Oslo 1952: Gold, Männer
- Janine Hanson – Rudern (0-1-0)
London 2012: Silber, Achter Männer
- Ted Hargreaves – Eishockey (0-0-1)
Grenoble 1968: Bronze, Männer
- David Harlock – Eishockey (0-1-0)
Lillehammer 1994: Silber, Männer
- E. J. Harnden – Curling (1-0-0)
Sotschi 2014: Gold, Männer
- Ryan Harnden – Curling (1-0-0)
Sotschi 2014: Gold, Männer
- Curt Harnett – Radsport (0-1-2)
Los Angeles 1984: Silber, 1000 m Zeitfahren, Männer
Barcelona 1992: Bronze, Sprint, Männer
Atlanta 1996: Bronze, Sprint, Männer
- Joseph Harris – Rudern (0-0-1)
Los Angeles 1932: Bronze, Achter, Männer
- Mike Harris – Curling (0-1-0)
Nagano 1998: Silber, Männer
- Kelsey Harshman – Softball (0-0-1)
Tokio 2020: Bronze, Frauen
- Richard Hart – Curling (0-1-0)
Nagano 1998: Silber, Männer
- Blythe Hartley – Wasserspringen (0-0-1)
Athen 2004: Bronze, Synchronspringen 10 m, Frauen
- Eleanor Harvey – Fechten (0-0-1)
Paris 2024: Bronze, Florett, Frauen
- Gavin Hassett – Rudern (0-1-0)
Atlanta 1996: Silber, Leichtgewichts-Vierer ohne Steuermann, Männer
- Donald Hawgood – Kanu (0-1-0)
Helsinki 1952: Silber, Zweier-Canadier 10.000 m, Männer
- Brent Hayden – Schwimmen (0-0-1)
London 2012: Bronze, 100 m Freistil, Männer
- Akeem Haynes – Leichtathletik (0-0-1)
Rio de Janeiro 2016: Bronze, 4 × 100 m, Männer
- Victoria Hayward – Softball (0-0-1)
Tokio 2020: Bronze, Frauen
- Donald Head – Eishockey (0-1-0)
Squaw Valley 1960: Silber, Männer
- Geraldine Heaney – Eishockey (1-1-0)
Nagano 1998: Silber, Frauen
Salt Lake City 2002: Gold, Frauen
- Dany Heatley – Eishockey (1-0-0)
Vancouver 2010: Gold, Männer
- Ben Hebert – Curling (1-0-0)
Vancouver 2010: Gold, Männer
- Kathleen Heddle – Rudern (3-0-1)
Barcelona 1992: Gold, Zweier ohne Steuerfrau, Frauen
Barcelona 1992: Gold, Achter, Frauen
Atlanta 1996: Gold, Doppelzweier, Frauen
Atlanta 1996: Bronze, Doppelvierer, Frauen
- Frederick Hedges – Rudern (0-0-1)
Amsterdam 1928: Bronze, Achter, Männer
- Mark Heese – Beachvolleyball (0-0-1)
Atlanta 1996: Bronze, Männer
- Jayna Hefford – Eishockey (4-1-0)
Nagano 1998: Silber, Frauen
Salt Lake City 2002: Gold, Frauen
Turin 2006: Gold, Frauen
Vancouver 2010: Gold, Frauen
Sotschi 2014: Gold, Frauen
- Anne Heggtveit – Ski Alpin (1-0-0)
Squaw Valley 1960: Gold, Slalom, Frauen
- Jennifer Heil – Freestyle-Skiing (1-1-0)
Turin 2006: Gold, Moguls, Frauen
Vancouver 2010: Silber, Moguls, Frauen
- David Helliwell – Rudern (0-1-0)
Melbourne 1956: Silber, Achter, Männer
- Albert Henderson – Fußball (1-0-0)
St. Louis 1904: Gold, Männer
- Cameron Henning – Schwimmen (0-0-1)
Los Angeles 1984: Bronze, 200 m Rücken, Männer
- Moe Herscovitch – Boxen (0-0-1)
Antwerpen 1920: Bronze, Mittelgewicht, Männer
- Jill Henselwood – Reiten (0-1-0)
Peking 2008: Silber, Springreiten Mannschaft
- Brian Herbinson – Reiten (0-0-1)
Stockholm 1956: Bronze, Vielseitigkeit Mannschaft
- Thomas Herschmiller – Rudern (0-1-0)
Athen 2004: Silber, Vierer ohne Steuermann, Männer
- Jessica Hewitt – Shorttrack (0-1-0)
Sotschi 2014: Silber, 3000 m Staffel, Frauen
- Émilie Heymans – Wasserspringen (0-2-2)
Sydney 2000: Silber, Synchronspringen 10 m, Frauen
Athen 2004: Bronze, Synchronspringen 10 m, Frauen
Peking 2008: Silber, Turmspringen, Frauen
London 2012: Bronze, Synchronspringen 3 m, Frauen
- Ted Hibberd – Eishockey (1-0-0)
St. Moritz 1948: Gold, Männer
- Allison Higson – Schwimmen (0-0-1)
Seoul 1988: Bronze, 4 × 100-m-Lagenstaffel, Frauen
- Sterling Hinds – Leichtathletik (0-0-1)
Los Angeles 1984: Bronze, 4 × 100-m-Staffel, Männer
- Roy Hinkel – Eishockey (1-0-0)
Lake Placid 1932: Gold, Männer
- Corey Hirsch – Eishockey (0-1-0)
Lillehammer 1994: Silber, Männer
- Todd Hlushko – Eishockey (0-1-0)
Lillehammer 1994: Silber, Männer
- George Hodgson – Schwimmen (2-0-0)
Stockholm 1912: Gold, 400 m Freistil, Männer
Stockholm 1912: Gold, 1500 m Freistil, Männer
- Asia Hogan-Rochester – Rugby (0-1-0)
Paris 2024: Silber, Siebener-Rugby, Frauen
- Wendy Hogg – Schwimmen (0-0-1)
Montreal 1976: Bronze, 4 × 100-m-Lagenstaffel, Frauen
- Mellisa Hollingsworth-Richards – Skeleton (0-0-1)
Turin 2006: Bronze, Frauen
- Susan Holloway – Kanu (0-1-1)
Los Angeles 1984: Silber, Zweier-Kajak 500 m, Frauen
Los Angeles 1984: Bronze, Vierer-Kajak 500 m, Frauen
- Henry Hoobin – Lacrosse (1-0-0)
London 1908: Gold, Männer
- Blair Horn – Rudern (1-0-0)
Los Angeles 1984: Gold, Achter, Männer
- Buddy Horne – Eishockey (0-0-1)
Cortina d’Ampezzo 1956: Bronze, Männer
- Valérie Hould-Marchand – Synchronschwimmen (0-1-0)
Atlanta 1996: Silber, Gruppe
- Malcolm Howard – Rudern (1-1-0)
Peking 2008: Gold, Achter, Männer
London 2012: Silber, Achter, Männer
- Russ Howard – Curling (1-0-0)
Turin 2006: Gold, Männer
- Dara Howell – Freestyle-Skiing (1-0-0)
Sotschi 2014: Gold, Slopestyle, Frauen
- Fran Huck – Eishockey (0-0-1)
Grenoble 1968: Bronze, Männer
- Jan Hudec – Ski Alpin (0-0-1)
Sotschi 2014: Bronze, Super-G, Männer
- Louis Hudson – Eishockey (1-0-0)
St. Moritz 1928: Gold, Männer
- Clara Hughes – Radsport, Eisschnelllauf (1-1-4)
Atlanta 1996: Bronze, Straßenrennen, Frauen
Atlanta 1996: Bronze, Einzelzeitfahren, Frauen
Salt Lake City: Bronze, 5000 m, Frauen
Turin 2006: Gold, 5000 m, Frauen
Turin 2006: Silber, Team-Verfolgung, Frauen
Vancouver 2010: Bronze, 5000 m, Frauen
- Mike Hughes – Rudern (0-0-1)
Los Angeles 1984: Bronze, Doppelvierer, Männer
- Melissa Humana-Paredes – Beachvolleyball (0-1-0)
Paris 2024: Silber, Frauen
- Kaillie Humphries – Bob (2-0-1)
Vancouver 2010: Gold, Zweierbob, Frauen
Sotschi 2014: Gold, Zweierbob, Frauen
Pyeongchang 2018: Bronze, Zweierbob, Frauen
- George Hungerford – Rudern (1-0-0)
Tokio 1964: Gold, Zweier ohne Steuermann, Männer
- Robert Hunter – Rudern (0-1-0)
Paris 1924: Silber, Achter, Männer
- Alexander Hurd – Eisschnelllauf (0-1-1)
Lake Placid 1932: Silber, 1500 m, Männer
Lake Placid 1932: Bronze, 500 m, Männer
- Harold Hurley – Eishockey (0-1-0)
Squaw Valley 1960: Silber, Männer
- Art Hurst – Eishockey (0-0-1)
Cortina d’Ampezzo 1956: Bronze, Männer
- Ralph Hutton – Schwimmen (0-1-0)
Mexiko-Stadt 1968: Bronze, 400 m Freistil, Männer
- Carol Huynh – Ringen (1-0-0)
Peking 2008: Gold, Fliegengewicht, Frauen
London 2012: Bronze, bis 48 kg, Frauen
- Gordon Hynes – Eishockey (0-1-0)
Albertville 1992: Silber, Männer

### I
- Daniel Igali – Ringen (1-0-0)
Sydney 2000: Gold, Leichtgewicht Freistil, Männer
- Jarome Iginla – Eishockey (2-0-0)
Salt Lake City 2002: Gold, Männer
Vancouver 2010: Gold, Männer
- Lewis Irving – Freestyle-Skiing (0-0-1)
Pyeongchang 2022: Bronze, Aerials, Mixed
- Haley Irwin – Eishockey (2-1-0)
Vancouver 2010: Gold, Frauen
Seoul 1988: Bronze, Dressur Mannschaft
Pyeongchang 2018: Silber, Frauen

### J
- Norway Jackes – Rudern (0-0-1)
London 1908: Bronze, Zweier ohne Steuermann, Männer
- Donald Jackson – Eiskunstlauf (0-0-1)
Squaw Valley 1960: Bronze, Einzel, Männer
- Roger Jackson – Rudern (1-0-0)
Tokio 1964: Gold, Zweier ohne Steuermann, Männer
- Brad Jacobs – Curling (1-0-0)
Sotschi 2014: Gold, Männer
- Benjamin Jamieson – Lacrosse (1-0-0)
St. Louis 1904: Gold, Männer
- Hillary Janssens – Rudern (0-0-1)
Tokio 2020: Bronze, Zweier ohne Steuerfrau, Frauen
- Anne Jardin – Schwimmen (0-0-2)
Montreal 1976: Bronze, 4 × 100-m-Freistilstaffel, Frauen
Montreal 1976: Bronze, 4 × 100-m-Lagenstaffel, Frauen
- Olivier Jean – Shorttrack (1-0-0)
Vancouver 2010: Gold, 5000 m Staffel, Männer
- Sandra Jenkins – Curling (0-0-1)
Turin 2006: Bronze, Frauen
- Brianne Jenner – Eishockey (2-1-0)
Sotschi 2014: Gold, Frauen
Pyeongchang 2018: Silber, Frauen
Peking 2022: Gold, Frauen
- Lindsay Jennerich – Rudern (0-1-0)
Rio de Janeiro 2016: Silber, Doppelzweier Leicht, Frauen
- Cynthia Ishoy – Reiten (0-0-1)
Seoul 1988: Bronze, Dressur Mannschaft
- Harry Jerome – Leichtathletik (0-0-1)
Tokio 1964: Bronze, 100 m, Männer
- Eric Jespersen – Rudern (0-0-1)
Barcelona 1992: Bronze, Star
- Konrad Johannesson – Eishockey (1-0-0)
Antwerpen 1920: Gold, Männer
- Ben Johnson – Leichtathletik (0-0-2)
Los Angeles 1984: Bronze, 100 m, Männer
Los Angeles 1984: Bronze, 4 × 100-m-Staffel, Männer
- Chris Johnson – Boxen (0-0-1)
Barcelona 1992: Bronze, Mittelgewicht, Männer
- Greg Johnson – Eishockey (0-1-0)
Lillehammer 1994: Silber, Männer
- Albert Johnston – Fußball (1-0-0)
St. Louis 1904: Gold, Männer
- Atina Johnston – Curling (1-0-0)
Nagano 1998: Gold, Frauen
- Marshall Johnston – Eishockey (0-0-1)
Grenoble 1968: Bronze, Männer
- Rebecca Johnston – Eishockey (3-1-0)
Vancouver 2010: Gold, Frauen
Sotschi 2014: Gold, Frauen
Pyeongchang 2018: Silber, Frauen
Peking 2022: Gold, Frauen
- Harry Jones – Segeln (0-1-0)
Los Angeles 1932: Silber, 8-Meter-Klasse, Männer
- Jennifer Jones – Curling (1-0-0)
Sotschi 2014: Gold, Frauen
- Patricia Jones – Leichtathletik (0-0-1)
London 1948: Bronze, 4 × 100-m-Staffel, Frauen
- Curtis Joseph – Eishockey (1-0-0)
Salt Lake City 2002: Gold, Männer
- Fabian Joseph – Eishockey (0-2-0)
Albertville 1992: Silber, Männer
Lillehammer 1994: Silber, Männer
- Ed Jovanovski – Eishockey (1-0-0)
Salt Lake City 2002: Gold, Männer
- Greg Joy – Leichtathletik (0-1-0)
Montreal 1976: Silber, Hochsprung, Männer
- Joé Juneau – Eishockey (0-1-0)
Albertville 1992: Silber, Männer

### K
- Lynn Kanuka-Williams – Leichtathletik (0-0-1)
Los Angeles 1984: Bronze, 3000 m, Frauen
- Paul Kariya – Eishockey (1-1-0)
Lillehammer 1994: Silber, Männer
Salt Lake City 2002: Gold, Männer
- George Karrys – Curling (0-1-0)
Nagano 1998: Silber, Männer
- Robert Kasting – Schwimmen (0-0-1)
München 1972: Bronze, 4 × 100-m-Lagenstaffel, Männer
- Ethan Katzberg – Leichtathletik (1-0-0)
Paris 2024: Gold, Hammerwurf, Männer
- Duncan Keith – Eishockey (2-0-0)
Vancouver 2010: Gold, Männer
Sotschi 2014: Gold, Männer
- Becky Kellar – Eishockey (3-1-0)
Nagano 1998: Silber, Frauen
Salt Lake City 2002: Gold, Frauen
Turin 2006: Gold, Frauen
Vancouver 2010: Gold, Frauen
- Marc Kennedy – Curling (1-0-1)
Vancouver 2010: Gold, Männer
Peking 2022: Bronze, Männer
- Bobby Kerr – Leichtathletik (1-0-1)
London 1908: Gold, 200 m, Männer
London 1908: Bronze, 100 m, Männer
- Jane Kerr – Schwimmen (0-0-1)
Seoul 1988: Bronze, 4 × 100-m-Lagenstaffel, Frauen
- John Kerr – Segeln (0-0-1)
Los Angeles 1984: Bronze, Soling, Männer
- Harry Kerr – Schießen (0-0-1)
London 1908: Bronze, Armeegewehr Mannschaft, Männer
- Douglas Kertland – Rudern (0-0-1)
London 1908: Bronze, Achter, Männer
- Christine Keshen – Curling (0-0-1)
Turin 2006: Bronze, Frauen
- Ilya Kharun – Schwimmen (0-0-2)
Paris 2024: Bronze, 100 m Schmetterling, Männer
Paris 2024: Bronze, 200 m Schmetterling, Männer
- Trevor Kidd – Eishockey (0-1-0)
Albertville 1992: Silber, Männer
- Molly Killingbeck – Leichtathletik (0-1-0)
Los Angeles 1984: Silber, 4 × 400-m-Staffel, Frauen
- Philip Kim – Breakdance (1-0-0)
Paris 2024: Gold, B-Boys, Männer
- Gina Kingsbury – Eishockey (2-0-0)
Turin 2006: Gold, Frauen
Vancouver 2010: Gold, Frauen
- Mikaël Kingsbury – Freestyle-Skiing (1-2-0)
Sotschi 2014: Silber, Moguls, Männer
Pyeongchang 2018: Gold, Moguls, Männer
Pyeongchang 2022: Silber, Moguls, Männer
- Peter Kirby – Bob (1-0-0)
Innsbruck 1964: Gold, Viererbob, Männer
- Jennifer Kish – Rugby (0-0-1)
Rio de Janeiro 2016: Bronze, Siebener-Rugby, Frauen
- Kristen Kit – Rudern (1-1-0)
Tokio 2020: Gold, Achter, Frauen
Paris 2024: Silber, Achter, Frauen
- Walter Kitchen – Eishockey (0-1-0)
Garmisch-Partenkirchen 1936: Silber, Männer
- Cindy Klassen – Eisschnelllauf (1-2-3)
Salt Lake City 2002: Bronze, 3000 m, Frauen
Turin 2006: Gold, 1500 m, Frauen
Turin 2006: Silber, 1000 m, Frauen
Turin 2006: Silber, Team-Verfolgung, Frauen
Turin 2006: Bronze, 3000 m, Frauen
Turin 2006: Bronze, 5000 m, Frauen
- Shannon Kleibrink – Curling (0-0-1)
Turin 2006: Bronze, Frauen
- Jessica Klimkait – Judo (0-0-1)
Tokio 2020: Bronze, Leichtgewicht, Frauen
- Byrle Klinck – Eishockey (0-0-1)
Cortina d’Ampezzo 1956: Bronze, Männer
- Paul Knox – Eishockey (0-0-1)
Cortina d’Ampezzo 1956: Bronze, Männer
- Adam van Koeverden – Kanu (1-2-1)
Athen 2004: Gold, Einer-Kajak 500 m, Männer
Sydney 2004: Bronze, Einer-Kajak 1000 m, Männer
Peking 2008: Silber, Einer-Kajak 500 m, Männer
London 2012: Silber, Einer-Kajak 1000 m, Männer
- Chris Kontos – Eishockey (0-1-0)
Lillehammer 1994: Silber, Männer
- Melanie Kok – Rudern (0-0-1)
Peking 2008: Bronze, Leichtgewichts-Doppelzweier, Frauen
- Alexander Kopacz – Bobsport (1-0-0)
Pyeongchang 2018: Gold, Zweierbob, Männer
- Jamie Korab – Curling (1-0-0)
Turin 2006: Gold, Männer
- Alison Korn – Rudern (0-1-1)
Atlanta 1996: Silber, Achter, Frauen
Sydney 2000: Bronze, Achter, Frauen
- Alanna Kraus – Shorttrack (0-1-1)
Salt Lake City 2002: Bronze, 3000 m Staffel, Frauen
Turin 2006: Silber, 3000 m Staffel, Frauen
- Adam Kreek – Rudern (1-0-0)
Peking 2008: Gold, Achter, Männer
- Kathy Kreiner – Ski Alpin (1-0-0)
Innsbruck 1976: Gold, Riesenslalom, Frauen
- Justin Kripps – Bobsport (1-0-1)
Pyeongchang 2018: Gold, Zweierbob, Männer
Peking 2022: Bronze, Viererbob, Männer
- Kelly Kryczka – Synchronschwimmen (0-1-0)
Los Angeles 1984: Silber, Duett
- Philip Kueber – Rudern (0-1-0)
Melbourne 1956: Silber, Achter, Männer
- Nelson Kuhn – Rudern (0-1-0)
Rom 1960: Silber, Achter, Männer
- Chris Kunitz – Eishockey (1-0-0)
Sotschi 2014: Gold, Männer